# Kirkkosaari (ö i Södra Savolax, Nyslott, lat 61,77, long 28,43)
Kirkkosaari är en ö i Finland. Den ligger i sjön Pihlajavesi och i kommunen Sulkava i den ekonomiska regionen  Nyslotts ekonomiska region  och landskapet Södra Savolax, i den södra delen av landet, 260 km nordost om huvudstaden Helsingfors. Öns area är 1,1 hektar och dess största längd är 280 meter i nord-sydlig riktning.